# Al-Masdar News
Al-Masdar News (abgekürzt AMN) ist ein arabisches Online-Nachrichtenportal, das im August 2014 von Leith Abou Fadel gegründet wurde und die Sichtweise der syrischen Regierung vertritt. Der Fokus der Berichterstattung liegt dabei auf Konfliktzonen im Nahen Osten wie Syrien, der Jemen oder der Irak.
Die Internetseite würde laut BBC und Newsweek eine der syrischen Regierung nahestande Meinung vertreten, und laut der Zeitung The Independent mit dem Syrischen Regime sympathisieren. Die New York Times beschrieb sie „Pro-Regierungsinternetseite“. Leonid Bershidsky nannte sie in Bloomberg News auch „irgendwie Pro-Assad.“ Die Website war schon mehrmals wegen Hackerangriffen einige Stunden oder gar Tage offline, seit Anfang Dezember 2021 ist sie wegen vermeintlicher Wartungsarbeiten permanent offline.